# Qingshan (Baotou)

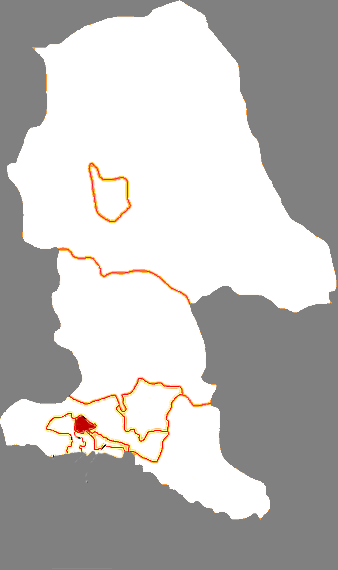
Lage Qingshans in Baotou

Der Stadtbezirk Qingshan (chinesisch 青山区, Pinyin Qīngshān Qū; mongolisch ᠴᠢᠩᠱᠠᠨ ᠲᠣᠭᠣᠷᠢᠭ Čiŋšan toɣoriɣ) ist ein chinesischer Stadtbezirk, der zum Verwaltungsgebiet der bezirksfreien Stadt Baotou in der Autonomen Region Innere Mongolei der Volksrepublik China gehört. Das Verwaltungsgebiet des Stadtbezirks hat eine Fläche von 67 km² und er zählt ca. 310.000 Einwohner.